# AFC President's Cup
De AFC President's Cup was een jaarlijks internationaal voetbaltoernooi georganiseerd door de Asian Football Confederation (AFC). Het werd gehouden van 2005 tot en met 2014.

## Deelname
Deelname aan het toernooi was voor clubs uit landen die vanwege hun positie op de AFC-ranking niet in aanmerking kwamen om aan de AFC Champions League of de AFC Cup deel te nemen. Wel was een vereiste dat die landen een acceptabele competitie hadden.
Er deden clubs mee uit twaalf landen. Turkmenistan was het enige land dat ook clubs afvaardigde in de AFC Champions League en AFC Cup, clubs uit Bangladesh hebben ook in de AFC Cup deelgenomen. De andere landen waren: Bhutan, Cambodja, Kirgizië, Myanmar, Nepal, Pakistan, Palestina, Sri Lanka, Tadzjikistan en Taiwan.
Teams uit deze landen namen vanaf 2015 deel aan de voorrondes van de AFC Cup.

## Competitie-opzet
In de eerste drie jaren, bij deelname van acht clubs, werd het toernooi in een land gespeeld. De eerste editie vond plaats in Nepal (2005), de tweede in Maleisië (2006) en de derde in Pakistan (2007). Deze jaren werden de clubs in twee groepen van vier verdeeld en speelden hierin een keer tegen elkaar. De beste twee van beide groepen plaatsen zich voor de knock-outfase.
In 2008, 2009 en 2010, met elf deelnemers, werden de clubs verdeeld in drie groepen (twee met vier en één met drie clubs). Elke groep speelde in een gastland hun groepswedstrijden en de knock-outfase (met een halve finale en de finale) werd in een vierde gastand gespeeld. Enige uitzondering hierop was 2010 toen Myanmar gastland voor twee groepen in de eerste ronde en de eindgroep was.
In 2011, nu met twaalf deelnemers, werden de clubs in de eerste ronde ook verdeeld in drie groepen (nu elk met vier clubs) en speelde elke groep in een gastland hun groepswedstrijden. De top twee van elke groep ging over naar de tweede ronde die ook in een gastland wordt gespeeld. Hier worden de zes clubs in twee groepen van drie verdeeld en de beide groepswinnaars spelen de finale.

## Finales
| Jaar | Land           | Winnaar                | Uitslag | Finalist                |
| ---- | -------------- | ---------------------- | ------- | ----------------------- |
| 2005 | Nepal          | Regar-TadAZ Tursunzoda | 3-0     | Dordoi-Dynamo Naryn     |
| 2006 | Maleisië       | Dordoi-Dynamo Naryn    | 2-1 nv  | Vahš Ķūrġonteppa        |
| 2007 | Pakistan       | Dordoi-Dynamo Naryn    | 2-1     | Mahendra PC Kathmandu   |
| 2008 | Kirgizië *     | Regar-TadAZ Tursunzoda | 3-0     | Dordoi-Dynamo Naryn     |
| 2009 | Tadzjikistan * | Regar-TadAZ Tursunzoda | 2-0     | Dordoi-Dynamo Naryn     |
| 2010 | Myanmar *      | Yadanarbon FC          | 1-0 nv  | Dordoi-Dynamo Naryn     |
| 2011 | Taiwan *       | Taiwan Power Company   | 3-2     | Phnom Penh Crown        |
| 2012 | Tadzjikistan * | Istiklol Doesjanbe     | 2-1     | Markaz Shabab Al-Am'ari |
| 2013 | Maleisië *     | Balkan                 | 1-0     | KRL FC                  |
| 2014 | Sri Lanka *    | HTTU Aşgabat           | 2-1     | Rimyongsu               |

* alleen eindgroep